# Trego County
Trego County je okres ve státě Kansas v USA. K roku 2010 zde žilo 3 001 obyvatel. Správním městem okresu je WaKeeney. Celková rozloha okresu činí 2 328 km2.